# Mathieu IV de Montmorency
Pour les autres membres de la famille, voir Maison de Montmorency.
Mathieu IV de Montmorency dit le Grand (1252 - 13 octobre 1304), seigneur, baron de Montmorency, grand chambellan de France, amiral. 

## Biographie
Fils de Mathieu III de Montmorency et de Jeanne de Brienne-Ramerupt. Il reçoit du roi Philippe IV Le Bel le titre de Grand Chambellan et le fief de Damville après sa conduite lors des campagnes de La Pouille (1282) et de l'Aragon (1285). En 1294, il prend une part active et décisive à la conquête de la Guyenne sous les ordres de Charles de Valois.  Il participe, en 1296, à une expédition navale contre l'Angleterre qui se solde par la prise, le pillage et l'incendie de Douvres. Présent sur les champs de bataille de Furnes (1297) et de Courtrai (1302), Matthieu IV se distinguera encore à la bataille de Mons-en-Pévèle,  le 18 août 1304, au côté du roi  Philippe Le Bel contre les milices flamandes; il est vraisemblablement décédé des suites de cette bataille, deux mois plus tard. Son gisant en calcaire de Paris se trouve dans l'église Saint-Maclou à Conflans-Sainte-Honorine dont il fut le co-seigneur avec le prieuré des moines Bénédictins,.

## Ascendance
Par son père : Hugues Capet → Robert II de France → Henri Ier de France → Philippe Ier de France → Louis VI de France → Robert Ier de Dreux → Alix de Dreux → Gertrude de Nesle-Soissons → Bouchard V de Montmorency → Mathieu III de Montmorency → Mathieu IV de Montmorency.
Par sa mère : de Louis VII roi de France ; Henri II de Champagne, comte palatin de Champagne et roi de Jérusalem.

## Mariage et descendance
En 1273, Mathieu IV de Montmorency épouse en premières noces Marie de Dreux (1265 - 1276). En 1277, il épouse en secondes noces Jeanne de Lévis (1248 - 1306), fille de Guy III de Lévis et Isabelle de Marly-Montmorency. De ce mariage sont nés :
- Mathieu V de Montmorency
- Jean Ier de Montmorency (v. 1284 - juin 1325)
- Alix de Montmorency (? - 1314)
- Isabeau de Montmorency